# Paranemastoma bicuspidatum
Paranemastoma bicuspidatum is een hooiwagen uit de familie aardhooiwagens (Nemastomatidae). Een junior subjectief synoniem is Nemastoma reimoseri Roewer, 1951 in Gruber (1964), herhaald door Schönhofer (2013). De originele naamcombinatie (protoniem) was Phalangium bicuspidatum C.L. Koch, 1835. Een volgende naamrecombinatie werd gepubliceerd als Nemastoma bicuspidatum (C.L. Koch, 1835) in C.L. Koch 1839; dan later als Paranemastoma bicuspidatum (C.L. Koch, 1835) in Avram 1973.